# Santuario de Anglona

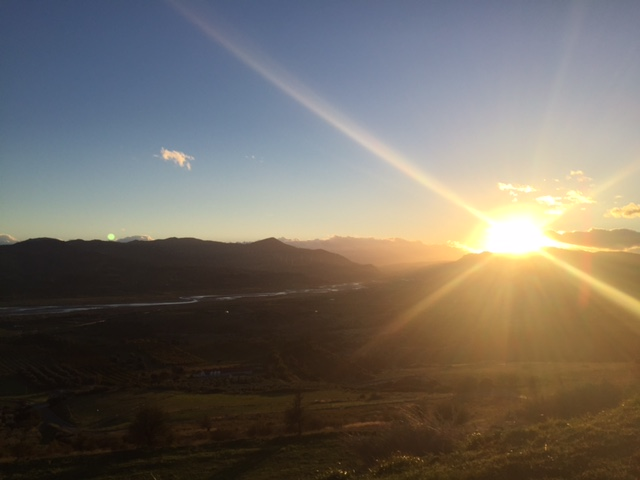

El santuario de Santa María Regina de Anglona está situado en una fracción de Tursi, provincia de Matera en el sur de Italia.  En 1976 fue titular de la Diócesis de Tursi-Lagonegro y en 1931 fue declarado monumento Nacional. El 17 de marzo de 1999 el santuario fue elevado a la dignidad del pontificio Basílica menor del Papa Juan Pablo II en la memoria del Sínodo de los Obispos. El Santuario está situado en una colina s.l.m 263m. con vistas al valle entre los ríos Agri y Sinni a medio camino de la carretera provincial de Tursi Policoro.

## Historia
El santuario es todo lo que queda de la antigua ciudad de Anglona. La catedral fue construida entre el siglo XI y el siglo XII como una extensión de una antigua iglesia, que data de los siglos VII y VIII correspondiente a la capilla oratorio de hoy. La pared norte de la catedral se derrumbó y se perdieron los frescos que lo adornaban. En 1369 la ciudad de Anglona se sometió a un ataque violento y solo la catedral, dedicada a la Natividad de María, se salvó de las llamas.

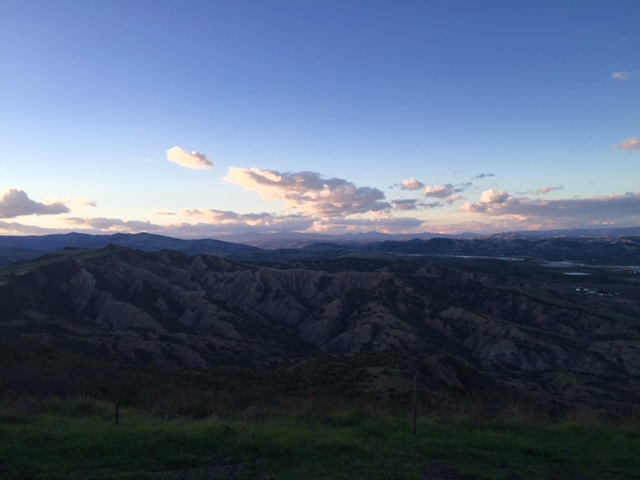

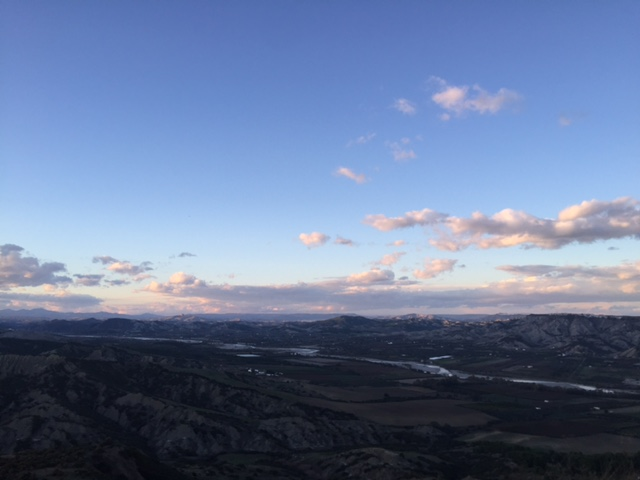

En 1543, con la bula del papa Paulo III, la Diócesis original de Anglona se re-nombró a la Diócesis de Anglona-Tursi. En 1976 se convirtió en la Diócesis de Tursi-Lagonegro.

## Estructura
Hasta los años cincuenta la colina contó con la participación de los agricultores, pastores y gente local que utilizaban los espacios fuera del Santuario para alojamiento, vivienda y almacenamiento a modo de establos. El lugar estaba lleno de gente en los días de fiesta. Posteriormente y después de las importantes excavaciones arqueológicas en la zona de patrimonio cultural la oleada de peregrinos, estudiosos y visitantes aumento. 
La estructura actual del Santuario fechado entre el siglo XI y XII, es la expansión de una pequeña iglesia. El edificio, hecho de toba y travertino, cuenta con elementos arquitectónicos de gran importancia, tales como, el ábside, el campanario y portada románica. El exterior del ábside es el que cuenta con más color y la parte más refinada del edificio, decorado a base de ornamentos tallados, arcos, pilastras y una ventana central. Las paredes exteriores que cuentan con varios paneles decorados a modo de figuras de animales en relieve, de origen desconocido, crean un efecto realmente sorprendente. El techo y su armonía de volúmenes dan al Santuario un aspecto agradable e impresionante.